# Међународни ЕКО камп
Међународни ЕКО камп окупља студенте волонтере из разних земаља из целог света, одржава се крајем јуна и почетком јула у Злакуси. Учесници кампа спроводе разне еколошке активности, са циљем да се село Злакуса прогласи првим чистим еколошким селом у златиборском округу и шире.
ЕКО камп се одржава од 2009. године  у организацији Етно парка „Терзића авлија“ и Сектора за екологију Етно удружења „Завичај“, у партнерству са Волонтерским сервисом Србије и Младим истраживачима Србије.
Поред радног дела еко кампа у коме студенти волонтери и млади из локалне заједнице предузимају еколошке активности на чишћењу дивљих депонија, уређењу пешачких стаза, учествују и у брању малина на сеоским домаћинствима. У слободно време волонтери обилазе најзначајније туристичке локације у окружењу (Потпећку пећину, Град Ужице, Народни музеј Ужице, спомен комплекс Кадињачу, Манастир Рачу, Тару, Златибор, Сирогојно, Стопића пећину, Мокру Гору, Дрвенград, Шарганску осмицу...) и држе часови песама и игара ужичког краја. На дан затврања еко кампа страни волонтери обучени у српске народне ношње изводе научене песме и игре пред публиком на летњој сцени „Терзића авлије”, што увек измами велике аплаузе бројне публике.
Први еко камп 2009. године организован је сопственим средствима Етно парка „Терзића авлија“ и Сектора за рурални туризам Етно удружења „Завичај” док су следеће еко кампове подржали Град Ужице (2010, 2011 и 2013. године), Амбасада САД у Србији (2012. године) и Министарство финансија и привреде (2012 и 2013. године), са многобројним пријатељима. 